# Micha Østergaard
Micha Kathrine Østergaard Jensen (31. januar 1987) er en tidligere dansk elitesvømmer, hvis specialgrene var fri og butterfly. . Hun stillede op for EliteSvømning Esbjerg og trænede til dagligt på Dansk Svømmeunions elitecenter i Farum.
Micha Østergaard deltog ved OL i Beijing, hvor hun opnåede en semifinaleplads i 200 meter butterfly. Derudover satte hun nordisk rekord på 100 meter butterfly under DM i påsken 2009, med tiden 57,96 – en rekord der dog nu indehaves af svenske Sarah Sjöström.
Ved VM i svømning 2009 satte hun nordisk rekord i 200 meter butterfly med tiden 2.07,44, der rakte til en 11. plads. Hun var også med på holdet, der satte dansk rekord i 4×200 meter fri med tiden 7.55,57